# Fremont (Nebraska)
Fremont ist eine Stadt und der Sitz der Countyverwaltung (County Seat) des Dodge County im US-Bundesstaat Nebraska.

## Geschichte
Fremont wurde am 23. August 1856 von der Pinney-Barnard & Co. gegründet und nach dem berühmten Entdecker John Charles Fremont benannt. Offiziell eingetragen wurde die Stadt 1858 und zum County Seat des Dodge County 1860. Die Hoffnung auf eine Anbindung an die Eisenbahn wurde 1866 durch die Ankunft der Gleise der Union Pacific Railroad erfüllt. Seine günstige Lage sicherte Fremont die Zukunft vor allem als Zwischenstation vieler Pioniere, die nach Westen unterwegs waren, und als Versorgungspunkt für den weiteren Eisenbahnbau gen Westen. 1906 führten Schienenstränge dreier großer Eisenbahngesellschaften durch Fremont und es hatten sich sowohl Geschäfte und Industrie als auch Landwirtschaft als ökonomischer Faktor etabliert. Hinzu kommen heutzutage etwa 800.000 Touristen in der Fremont Lakes State Recreation Area pro Jahr.
Bei Überschwemmungen der nahegelegenen Flüsse im März 2019 wurde die Stadt von der Außenwelt abgeschnitten.

## Geographie
Fremont liegt im Osten Nebraskas an den Nebraska State Highways 41 und 22, sowie dem U.S. Highway 77. Es ist etwa 50 km von Omaha entfernt. Die Stadt liegt zwischen den Flüssen Platte River im Süden und Elkhorn River im Norden.

## Demographie
Das U.S. Census Bureau hat bei der Volkszählung 2020 eine Einwohnerzahl von 27.141 ermittelt.

## Söhne und Töchter der Stadt
- Harold E. Edgerton (1903–1990), Elektroingenieur, Erfinder des Stroboskops und Pionier der Hochgeschwindigkeitsfotografie
- William L. Armstrong (1937–2016), Geschäftsmann und Politiker
- Julie Sommars (* 1940), Schauspielerin
- Don King (* 1954), Country-Musiker
- Marg Helgenberger (* 1958), Schauspielerin
- Lynn Rogers (* 1958), Politiker, Vizegouverneur von Kansas
- Jordan Larson (* 1986), Volleyballspielerin